# Соньёр
Соньёр (фр. soigneur или , тот кто обеспечивает уход) — один из членов шоссейной велокоманды.

## Роль в команде
В обязанности соньёра входит забота о велогонщике, в первую очередь в качестве массажиста. Но он также занимается чисткой велосипедов и его компонентов, приготовлением еды и спортивного питания. Встречают гонщиков после финиша, отвечают за их переезд. Зачастую также являются доверенными лицами спортсменов.
Во время гонки располагаются на стационарных пунктах питания для передачи мюзетт (фр. musette) , специальных сумок в которых находится еда, и бачков с водой. Или в ключевых местах маршрута, обычно на однодневках, с запасными колёсами.

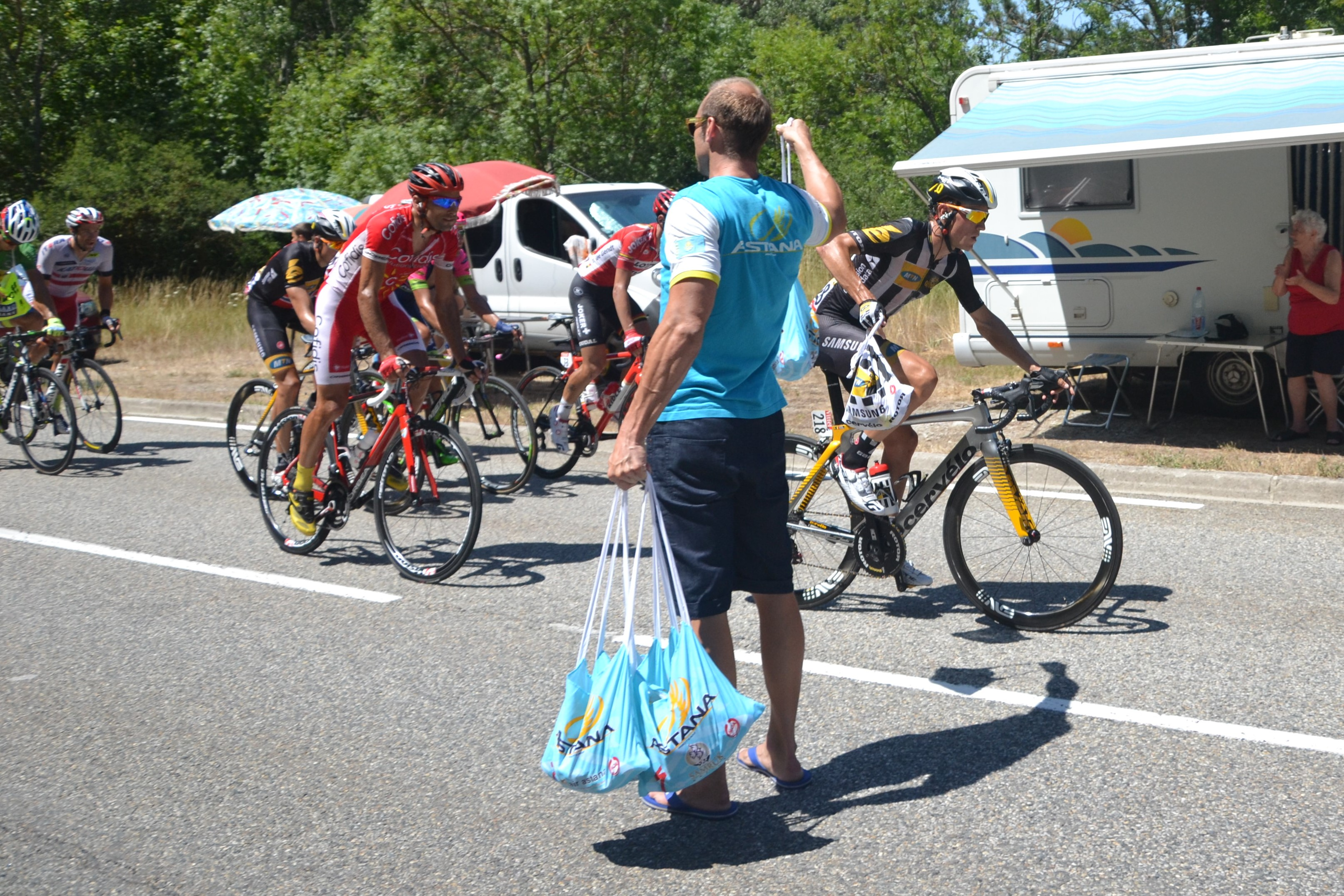
На промежуточном пункте питания
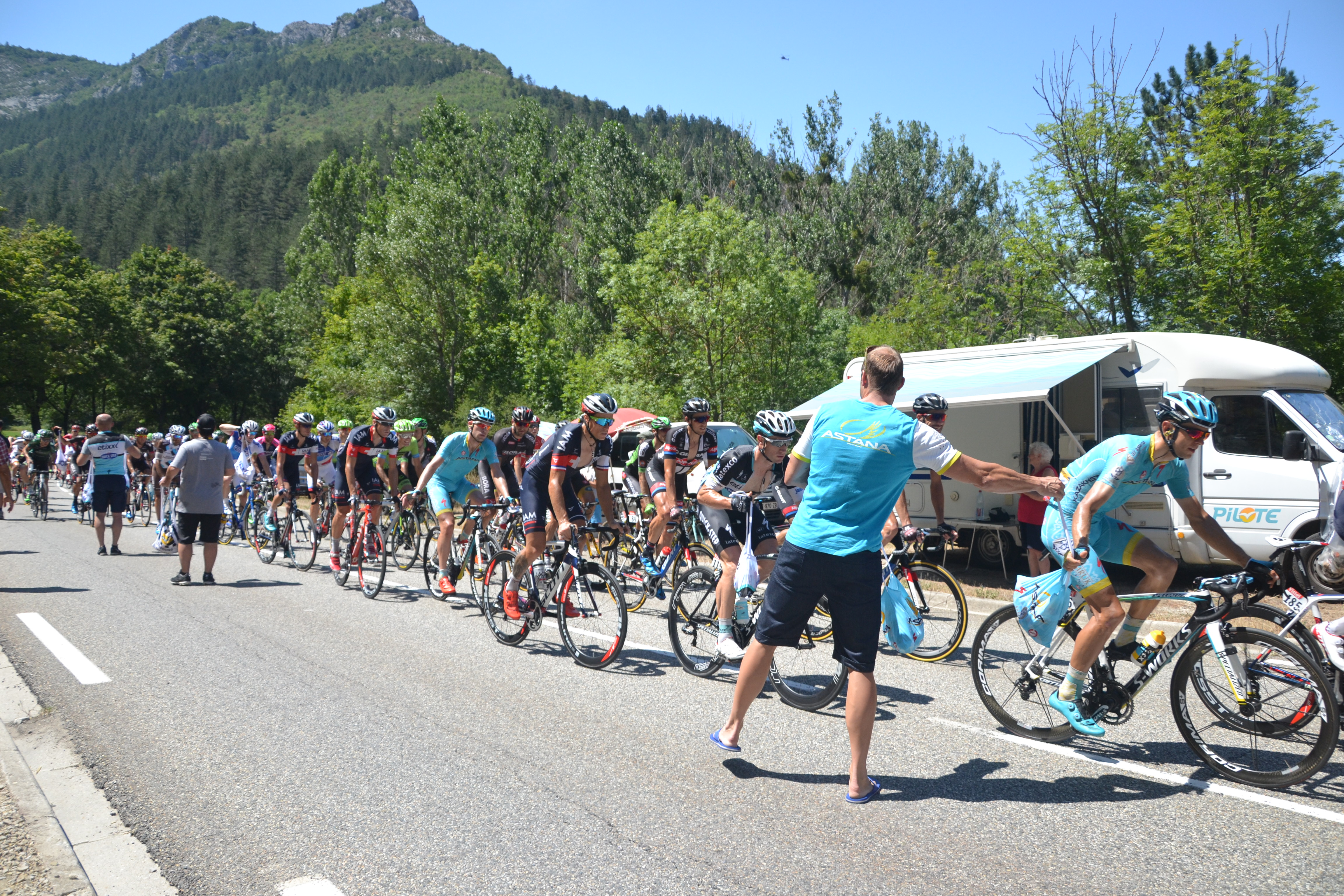
Передача мюзеты на ходу
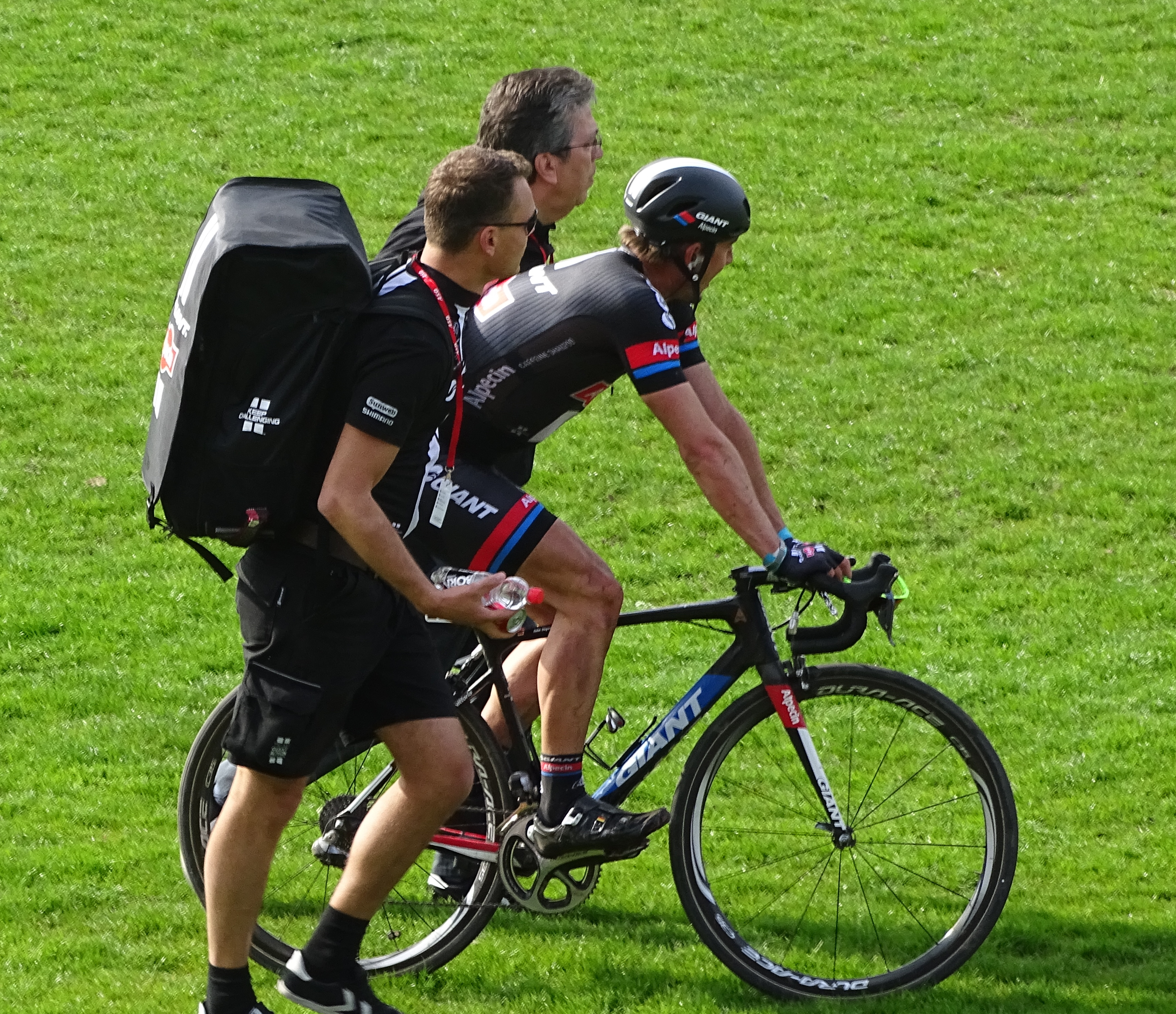
После финиша
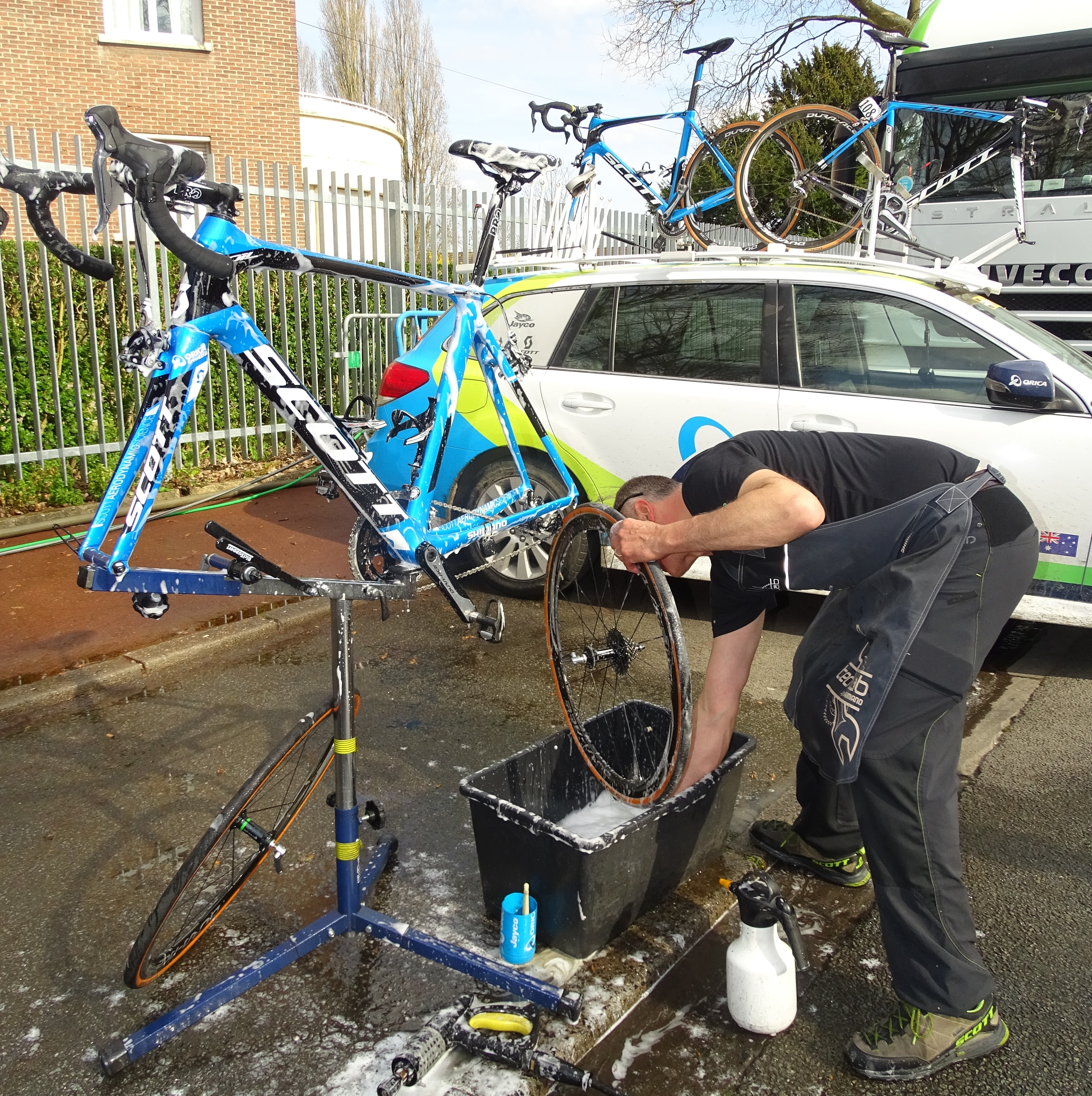
Уход за велосипедом